# Otoyol 30
Die türkische Autobahn Otoyol 30 (türkisch İzmir Çevre Otoyolu, kurz O-30) ist eine Teilringautobahn um Izmir. Die Autobahn umschließt die Küstenstadt etwa zu drei Viertel. Sie beginnt in Balçova und endet in Menemen. Sie wurde größtenteils auf Stelzen und in Tunneln gebaut und ist daher ein kostspieliges Bauwerk. Für die Autobahn wird keine Maut erhoben.
Der Großteil der beidseitig zweispurigen Autobahn wurde zwischen 1993 und 1998 erbaut, bis 2015 wurde sie etappenweise nach Menemen verlängert.
Die Autobahn wurde in Etappen weiter über Aliağa nach Çandarlı verlängert. Seit dem 31. Oktober 2019 wurde der Großteil dieser Autobahnverlängerung für den Verkehr freigegeben, am 22. Februar 2020 schließlich dann die komplette Autobahn (siehe Otoyol 33).